# Rogstad Glacier
Rogstad Glacier är en glaciär i Antarktis. Den ligger i Östantarktis. Norge gör anspråk på området. Rogstad Glacier ligger 1 881 meter över havet.
Terrängen runt Rogstad Glacier är varierad. Trakten är obefolkad. Det finns inga samhällen i närheten. 